# Anesthesia
Anesthesia è un film del 2015 diretto da Tim Blake Nelson.
È un film drammatico in cui le storie di diversi personaggi accomunati dalla solitudine si intrecciano con la vita del professor Zarrow.

## Trama
Il professor Zarrow si ferma, come ogni venerdì sera di ritorno dal lavoro, a comprare dei fiori per la moglie. Si intrattiene a parlare con un ragazzo e subito dopo viene aggredito e ridotto in fin di vita. Poco prima di perdere i sensi un passante lo soccorre e lui gli sussurra qualcosa all'orecchio.